# Alopia helenae
Alopia helenae is een slakkensoort uit de familie van de Clausiliidae. De wetenschappelijke naam van de soort is voor het eerst geldig gepubliceerd in 1928 door R. von Kimakowicz.